# Katun (Aleksinac)
Katun (kyrillisch:Катун) ist ein Dorf in Ostserbien.

## Geographie und Bevölkerung
Das Dorf liegt in der Opština Aleksinac im Nišavski okrug im Osten des Landes auf 273 Meter über dem Meeresspiegel. Katun hatte bei der Volkszählung von 2011 eine Einwohnerzahl von 442 Einwohnern, während es 1991 noch 571 waren. Nach den letzten drei Bevölkerungsstatistiken fällt die Einwohnerzahl weiter. 
Die Bevölkerung von Katun stellen zu 100 % Serbisch-orthodoxe Serben. Das Dorf besteht aus 213 Haushalten. Katun liegt südöstlich von der Gemeindehauptstadt Aleksinac. Katun liegt an den Ufern der Južna Morava.

### Demographie
| Jahr | Einwohnerzahl |
| ---- | ------------- |
| 1948 | 937           |
| 1953 | 1008          |
| 1961 | 980           |
| 1971 | 830           |
| 1981 | 761           |
| 1991 | 700           |
| 2002 | 571           |
| 2011 | 442           |

## Religion
Die Serbisch-orthodoxe Kirche Hl. Großmärtyrer Prokopius in Katun, ist dem Hl. Großmärtyrer Prokopius geweiht und wurde von 1937 bis 1939 erbaut. Das Gotteshaus ist im Serbisch-byzantinischen Stil erbaut worden. Sie ist die Pfarrkirche der Pfarrei Stanci im Dekanat Aleksinac der Eparchie Niš, der Serbisch-orthodoxen Kirche.
2011 wurde durch die Bemühungen des Pfarrpriesters Dejan Milošević die Serbisch-orthodoxe Kapelle Hl. ehrwürdige Märtyrerin Paraskeva, geweiht der Hl. Paraskeva von Rom, erbaut.

## Belege
- Књига 9, Становништво, упоредни преглед броја становника 1948, 1953, 1961, 1971, 1981, 1991, 2002, подаци по насељима, Републички завод за статистику, Belgrad 2004, ISBN 86-84433-14-9
- Књига 1, Становништво, национална или етничка припадност, подаци по насељима, Републички завод за статистику, Belgrad 2003, ISBN 86-84433-00-9
- Књига 2, Становништво, пол и старост, подаци по насељима, Републички завод за статистику, Belgrad 2003, ISBN 86-84433-01-7